# Kürt Rogiers
Kürt Rogiers (Zele, 14 maart 1971) is een Belgisch acteur en presentator.

## Biografie

### Jeugd en opleiding
Als jongetje van acht had Rogiers een fascinatie voor de kerk en wilde hij paus worden. Hij werd misdienaar in zijn geboortedorp, waar in zijn beleving weinig te doen was buiten de eucharistie. Na de lagere school ging Rogiers op zijn eigen aandringen op internaat, aan het Sint-Paulusinstituut te Gent, waar hij tot zijn 17e bleef. Het jaar daarna volgde hij een klassieke toneelopleiding aan het conservatorium van Gent, waar hij in 1996 afstudeerde. In zijn studentenjobs was de horeca de rode draad: Elke acteur heeft ooit wel in de horeca gezeten, maar dat weet je wellicht.

### Carrière
In zijn afstudeerjaar kreeg Rogiers de rol van Sneyers in de VTM-soapserie Wittekerke. Hij groeide al snel uit tot een van de meest geliefde personages uit de reeks, wat ertoe leidde dat Rogiers een snelgroeiende populariteit kende in Vlaanderen. Aan het einde van de jaren negentig werd hij het eerste mannelijke covermodel van het tijdschrift P-Magazine, presenteerde hij verscheidene programma's op VTM en het toenmalige Kanaal 2 en was hij ook te gast in meerdere panelshows. Werkt vooral voor VTM.
In 2001 betekende een hoofdrol in de film Costa! van regisseur Johan Nijenhuis het begin van Rogiers' carrière in Nederland. Rogiers behield een jarenlange vaste rol in de gelijknamige vervolgserie, die werd uitgezonden op de omroep BNN. Na verloop van tijd werd hij door diezelfde omroep uitgespeeld als schermgezicht en mocht hij er een aantal programma's presenteren. Door zijn toegenomen activiteiten in Nederland ging de aanwezigheid van Rogiers in Vlaanderen zich alweer beperken tot zijn rol in Wittekerke, die hij in 2003 besloot stop te zetten. Zijn vrijgekomen tijd spendeerde hij aan de Vlaams-Nederlandse co-productie De Wet volgens Milo, een advocatenserie. De jaren daarop bleef Rogiers vooral actief in Nederland, waar hij in 2005 door het magazine Elle werd uitgeroepen tot "Knapste man van Nederland".
Vanaf 2007 verschoven de activiteiten van Rogiers weer grotendeels naar Vlaanderen. Nadat hij er al enige tijd een bijzonder gesmaakte doktersrol speelde in de ziekenhuisserie Spoed, kreeg hij er immers ook een hoofdrol te pakken in de telenovelle Sara en ging hij er vanaf het najaar van 2008 dagelijks de ochtendshow presenteren op de commerciële radiozender Q-music samen met Sven Ornelis. Werk als televisiepresentator verrichtte Rogiers sinds zijn vertrek uit Nederland lange tijd niet.
De jaren nadien combineerde Rogiers zijn radiowerk met een ruim aantal acteeropdrachten in Vlaanderen en nog maar zeer sporadisch een rolletje in Nederland. Sinds 2012 is hij in Vlaanderen ook weer actief als televisiepresentator, onder meer als quizmaster in Valkuil, dat sinds 2015 te zien is op VTM. Zijn carrière als radiopresentator kwam in datzelfde jaar 2015 evenwel ten einde, eerder werd hij in de ochtend al vervangen door Maarten Vancoillie.
Sinds 2016 is Rogiers vooral bekend van zijn rol als Lars De Wulf in Familie. In 2019 en 2020 nam hij deel in De Code van Coppens samen met zijn tegenspeelster Sandrine André. In 2021 deed hij dat samen met Aaron Blommaert. In 2022 nam hij deel samen met Kamal Kharmach. In 2024 deed hij opnieuw mee terug samen met Sandrine André.
Vanaf april 2020 presenteerde hij ook LEGO Masters, samen met Ruben Nicolai. LEGO Masters werd uitgezonden door VTM (België) en RTL Nederland.
Rogiers was voorts te zien in het programma Later als ik groot ben (VTM), waarin bekende Vlamingen teruggaan naar hun oude school.
In 2021 presenteerde hij naast Tooske Ragas het auditieprogramma K2 zoekt K3, waarin een vervanger werd gezocht voor K3-zangeres Klaasje Meijer. In 2022 is hij opnieuw te zien in het pannel van I Can See Your Voice op VTM en presenteert hij het programma  De Schaal van Pascale met Pascale Naessens als jurylid. In 2023 was hij gastspeurder in de 3de aflevering van The Masked Singer. In 2024 is hij presentator van Tussen Leven en Dood. 

## Presentatiewerk

### Televisie
Een greep uit de door Rogiers gepresenteerde televisieprogramma's, in zowel Vlaanderen als Nederland:
- Straffe straten (1999)
- Smile Please (1999)
- Soundmixshow (2000)
- Komt dat schot (2004)
- Mystery Party (2004-2006)
- Sterrenslag (2005)
- Cash Cab (2006)
- Try Before You Die (2006)
- Sterren op de Dansvloer (2012) - samen met Francesca Vanthielen
- De Grote Sprong (2013) - samen met Evi Hanssen
- The Voice Kids (2014 en 2015) - samen met An Lemmens
- Valkuil (2015 en 2016)
- LEGO Masters (2020 en 2021) - samen met Ruben Nicolai
- K2 zoekt K3 (2021) - samen met Tooske Ragas
- Marble Mania (2022) - samen met Kamal Kharmach
- De Schaal van Pascale (2022) - samen met Pascale Naessens

### Radio
Rogiers maakte begin 2008 zijn debuut als radiopresentator op het Vlaamse commerciële radiostation Q-music om gedurende enkele dagen in te springen als co-presentator bij Deckers en Ornelis, het toenmalige ochtendprogramma. Zijn debuut werd dermate gesmaakt dat hij later dat jaar werd aangesteld om er Erwin Deckers op te volgen als vaste presentator. Hij was zodoende zes jaar lang, van september 2008 tot en met juni 2014, aan de zijde van Sven Ornelis te horen in het omgedoopte Ornelis en Rogiers Showtime, dat steevast werd uitgezonden op weekdagen tussen 6 en 9 uur 's ochtends.
In september 2014 startte Rogiers op Q-music met een eigen programma, Kürt & Company, dat elke weekdag tussen 12 en 13 uur 's middags werd uitgezonden. In augustus 2015 werd bekendgemaakt dat op dat tijdstip een nieuw programma zou worden geïntroduceerd met een andere presentator, en dat Rogiers voorlopig niet meer zou terugkeren. Later communiceerde Rogiers in de media dat hij zijn vertrek zelf had voorgesteld om zich de eerstkomende tijd te kunnen concentreren op zijn televisiewerk.
Huidig (anno 2023):
Ulrike D'hauwer · Liam D'hert · Dorothee Dauwe · Tom De Cock · Jana De Wilde · Vincent Fierens · Yoren Linsen · Maxine Janssens · Nils Melckenbeeck · Loore Nelen · Regi Penxten · Jolien Roets · Emma Salden · Jan Thans · Maarten Vancoillie · Matthias Vandenbulcke · Paulien Van der Jeugt · Naomi Vanderpoorten · Vincent Vangeel · Liam Van Haverbeke · Dimitri Wouters
Voormalig (2001–2023):
Dorianne Aussems (2013–2014) · Rik Boey (2010–2013, 2015–2017) · Born (2015–2017) · Herbert Bruynseels (2001–2009) · Anke Buckinx (2007–2016) · Bab Buelens (2020) · Armin van Buuren (2021–2022) · Marcia Bwarody (2013–2017) · Joren Carels (2018–2020) · Séverine Champeaux (2013–2015) · Sam De Bruyn (2015–2020) · Erwin Deckers (2001–2008) · Jolien De Greef (2015) · Anneke De Keersmaeker (2002) · Felice Dekens (2011–2022) · Frederika Del Nero (2011–2012) · Nathalie Delporte (2001–2014) · Serge De Marre (2004–2015) · Eline De Munck (2012–2014) · Bart-Jan Depraetere (2001–2019) · Dries De Vis (2019–2020) · Inge De Vogelaere (2017–2020) · Sean Dhondt (2015–2023) · Elien D'hooge (2019–2021) · Yasmina El Messaoudi (2014–2015) · Evi Geysels (2010–2018) · Elizabeth Gesels (2016) · Violette Goemans (2015–2017) · Jenno Hallaert (2012–2015) · Wine Lauwers (2011–2019) · An Lemmens (2015–2019) · Kris Mannaerts (2006–2011) · Kristin Moers (2002–2003) · Marie Monballiu (2014–2021) · Sarah Mylle (2016–2020) · Johan Notebaert (2001–2002) · Wim Oosterlinck (2006–2020) · Sven Ornelis (2001–2016) · Hans Otten (2002–2003) · Xander Peeters (2011–2013) · Astrid Philips (2011–2014) · Elke Plancke (2012–2013) · Jarne Ponet (2023) · Alexandra Potvin (2001–2009) · Jarne Rediers (2021-2023) · Kürt Rogiers (2008–2015) · Thomas Rottier (2021-2023) · Carl Schmitz (2001–2014) · Elias Smekens (2013–2018) · Kenny Smet (2006–2011) · Toon Smet (2015–2018) · Sara Steegen (2011–2012) · Kenneth Stevens (2006–2016) · Loïc Thaler (2015-2016, 2018-2022) · Shalini Van den Langenbergh (2014–2018) · Julie Van den Steen (2021) · Joke van de Velde (2013–2015) · Elke Vanelderen (2005–2006) · Arne Vanhaecke (2015–2016) · Maureen Vanherberghen (2016–2023) · Elke Van Mello (2008–2010) · Francesca Vanthielen (2001–2002) · Erika Van Tielen (2006–2008) · Heidi Van Tielen (2015–2018) · Bjorn Verhoeven (2001–2012) · Peter Verhoeven (2001–2018) · Steffi Vertriest (2013–2015) · Kristien Wollants (2018–2020)
- Bibliothèque nationale de France: cb159900995 (data)
- International Standard Name Identifier: 0000 0000 5780 7172
- MusicBrainz: 0bb62914-eac4-4206-8b52-8f00b7668670
- Nederlandse Thesaurus van Auteursnamen: 297974920
- Virtual International Authority File: 79250555
- WorldCat: E39PBJfx9FJDCvjw8vHCRGcdcP